# Symétrie locale
En physique, une théorie possède une symétrie (associée à un groupe G ) dite locale lorsque les paramètres de la transformation peuvent dépendre de la position dans l'espace-temps.